# Charles Kerr (2e comte d'Ancram)
Pour les articles homonymes, voir Kerr.
Charles Kerr, 2e comte d'Ancram (6 août 1624 - septembre 1690) est un pair écossais et membre de la Chambre des communes anglaise,.

## Biographie
Charles est né le 6 août 1624 à Richmond, dans le Surrey, de Robert Kerr (1er comte d'Ancram) et d'Anne, fille de William Stanley (6e comte de Derby), sa seconde épouse. Jusqu'à ce qu'il hérite du titre de son père après sa mort en décembre 1654, il est connu sous le titre de courtoisie de Lord Carr.
Kerr a une longue carrière à la Chambre des communes anglaise. Il continue à siéger après avoir été anobli, le fait que le comté d'Ancram est un titre écossais n'empêche pas de siéger à la Chambre des communes anglaise représentant une circonscription anglaise ou galloise. Kerr est le député de St. Michaels en Cornouailles entre mars 1647 et décembre 1648 dans le Long Parlement. Robert Holborne, un royaliste, est empêché de siéger pour St. Michaels et donne le siège à Kerr, qui est le député de la circonscription jusqu'à ce qu'il soit exclu à la Purge de Pride. Entre juillet 1660 et décembre 1660 Kerr siège au Parlement de la Convention représentant Thirsk. Après la Restauration, au Parlement cavalier (de 1661 à 1681) il représente Wigan et de nouveau au Parlement d'Oxford (en 1681). Le dernier Parlement dans lequel il siège, toujours pour Wigan, est le Parlement Loyal, le premier Parlement du règne de Jacques II (de 1685 à 1687).
À sa mort, entre le 1er septembre 1690 et le 11 septembre 1690, le comté est dévolu à Robert Kerr, (plus tard marquis de Lothian), le fils aîné du demi-frère aîné de William Kerr (1er comte de Lothian).

## Famille
Ancram épouse Frances qui est une dame de la chambre à coucher de Catherine de Bragance, la reine consort du roi Charles II. Ils ont une fille, Anne, qui épouse le colonel Nathaniel Rich ,,. Rich et Anne, sa seconde épouse, n'ont pas d'enfants.

## Sources
- Anderson, Guillaume (1867). La nation écossaise : ou. Les noms de famille, les familles, la littérature, les honneurs et l'histoire biographique du peuple écossais , Tome 2, A. Fullarton, 1867
- Loge, Edmond (1847). La généalogie de la pairie britannique existante : avec des croquis des histoires familiales de la noblesse, Saunders et Otley, 1847
- Loge, Edmond (1850). Portraits de personnages illustres de Grande-Bretagne : Avec des mémoires biographiques et historiques de leurs vies et actions, Volume 5, HG Bohn, 1850